# History (mạng truyền hình Hoa Kỳ)
History (ban đầu là The History Channel từ năm 1995 đến 2008) là mạng truyền hình cáp và vệ tinh kỹ thuật số dựa trên lịch sử, thuộc sở hữu của A&E Networks, một liên doanh giữa Hearst Communications và bộ phận Disney–ABC Television Group của Tập đoàn Walt Disney. Ngoài kênh hàng đầu tự đặt tên, History còn cung cấp các kênh chị em như History en Español (ngôn ngữ Tây Ban Nha) và Military History.
Tính đến tháng 2 năm 2015, khoảng 96.149.000 hộ gia đình Mỹ (82,6% hộ gia đình có truyền hình) bắt được kênh hàng đầu của mạng, History. Các phiên bản quốc tế của History có sẵn, dưới nhiều hình thức khác nhau, ở Ấn Độ, Canada, Châu Âu, Úc, Trung Đông, Châu Phi và Châu Mỹ Latinh. Phiên bản châu Âu đầu tiên được ra mắt tại Scandinavia vào năm 1997 bởi Viasat, hiện đang vận hành kênh riêng của mình, Viasat History.

## Lịch sử

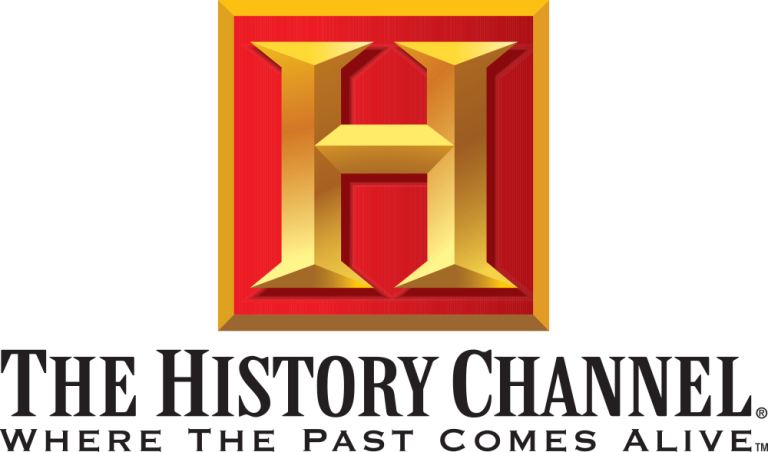
Logo ban đầu của History Channel, được sử dụng từ ngày 1 tháng 1 năm 1995 đến ngày 15 tháng 2 năm 2008. Trong những năm đầu của đài, không có nền màu đỏ, sau này đôi khi xuất hiện màu xanh lam (phim tài liệu), xanh lục nhạt (tiểu sử), màu tím (phim hài), màu vàng (thực tế) hoặc màu cam (dạng ngắn) thay vì màu đỏ.

History ra mắt ngày 1 tháng 1 năm 1995, với tên The History Channel, định dạng ban đầu của nó tập trung hoàn toàn vào các loạt series thuộc về sử học và các chương trình truyền hình đặc biệt về lịch sử.

Logo của History, được sử dụng từ ngày 16 tháng 2 năm 2008 đến ngày 31 tháng 5 năm 2015: Logo mới không có hình tam giác ở bên cạnh chữ H.

Ngày 16 tháng 2 năm 2008, một logo mới đã được tung ra trên mạng Hoa Kỳ trong một nỗ lực thay đổi thương hiệu. Trong khi nhãn hiệu "H" được giữ, hình tam giác ở bên trái đóng vai trò là nút phát cho hoạt ảnh và quảng cáo trong các chương trình giới thiệu. Vào ngày 20 tháng 3 năm 2008, như một phần của nỗ lực đổi thay thương hiệu tương tự, The History Channel đã bỏ chữ "The" và "Channel" khỏi tên của nó để trở thành một cái tên đơn giản hơn là "History".
Ngày 1 tháng 6 năm 2015, logo History đã được cập nhật một chút, loại bỏ hoàn toàn hình dạng tam giác bên trái.

Biểu trưng thứ hai của History sử dụng từ ngày 1 tháng 6 năm 2015 đến ngày 6 tháng 12 năm 2021.

Ngày 7 tháng 12 năm 2021, History đã nhận được một sự đổi mới thương hiệu lớn lần đầu tiên kể từ năm 2008. Logo vẫn giữ chữ vàng 'H' được sử dụng kể từ khi ra mắt vào năm 1995.

## Lập trình

History HD logo, 2008–2015

Chương trình được soạn ra của History bao gồm một loạt các giai đoạn và chủ đề lịch sử, trong khi các chủ đề tương tự thường được tổ chức thành các tuần theo chủ đề hoặc các cuộc đua marathon hàng ngày. Các chủ đề bao gồm chiến tranh, phát minh, hàng không, cơ khí và kỹ thuật dân dụng, công nghệ, sinh vật thần thoại, quái vật, vật thể bay không xác định, thuyết âm mưu, người ngoài hành tinh, tín ngưỡng, kịch bản thảm họa, kịch bản "sau ngày tận thế" của con người, ngày tận thế và năm 2012. Lập trình cũng bao gồm các chương trình truyền hình thực tế chính thống liên quan đến tài xế xe tải, thợ săn cá sấu, cửa hàng cầm đồ, người sưu tầm, phục chế xe, chụp ảnh, và những người khác. Thỉnh thoảng, một số chương trình so sánh văn hóa và công nghệ đương đại với quá khứ. Vào ngày 3 tháng 3 năm 2013, kênh History đã công chiếu loạt phim gốc đầu tiên của mình, Vikings.

## Phương tiện truyền thông khác

### DVD
- The Unknown Hitler DVD collection,[6] including Hitler and the Occult
- Dogfight: Season 1 DVD set
- The Great Depression DVD collection
- The Making of Trump 2015 DVD[7]

### Loạt Video
- Legend of the Superstition Mountains sáu tập vào năm 2015
- The History Channel: Great Battles of Rome
- The History Channel: Civil War – A Nation Divided
- The History Channel: ShootOut! – The Game
- The History Channel: Dogfights – The Game
- The History Channel: Battle for the Pacific
- History Civil War: Secret Missions
- History Legends of War: Patton
- The History Channel: Lost Worlds
- The History Channel: Battle of Britain 1940
- The History Channel: Crusades – Quest for Power
- The History Channel: Alamo – Fight for Independence
- The History Channel: Civil War – Great Battles
- The History Channel: Digging for Truth
- The History Channel: Great Battles Medieval
- The History Channel: Civil War The Battle of Bull Run Take Command: 1861
- The History Channel: American Civil War Take Command: 2nd Manassas

## Chương trình
Đây là danh sách các chương trình có sẵn từ History. Các chương trình này thuộc sở hữu của kênh.
- The Curse of Oak Island[8]
- Vikings[9]
- Kings Of Pain[10]
- Beyond Oak Island[11]
- The Secret Of Skinwalker Ranch[12]
- Alone[13]
- Eating History[14]
- Swamp People[15]
- Rust Valley Restorers[16]
- Ancient Aliens[17]
- Big Rig Warriors[18]
- 100 Days To Victory[19]
- Big Timber[20]
- Forged In Fire[21]
- Forged In Fire: Knife Or Death[22]
- Forged In Fire: Beat The Judges[23]
- D-day In 14 Stories[24]
- History's Greatest Mysteries[25]
- History Erased[26]
- KnightFall[27]
- Pawn Stars[28]
- Lost Speedways[29]
- Mountain Men[30]
- Project Blue Book[31]
- Salvage Kings[32]
- Strongest Man In History[33]
- Swamp People: Serpent Invasion[34]
- The UnXplained[35]
- The Wild Ones[36]
- Assembly Required[37]
- Backroad Truckers[38]
- Blood Money[39]
- Book Reviews[40]
- Bud Empire[41]
- Cheating Hitler[42]
- The Curse Of Civil War Gold[43]
- Fight To The Finish[44]
- History Of[45]
- Jesus: His Life[46]
- Knight Fight[47]